# Rana sevosa
Ếch Mississippi (Rana sevosa) là một loài ếch trong họ Ranidae đặc hữu của miền nam Hoa Kỳ, và môi trường sống tự nhiên của chúng là rừng ôn hòa ven biển, và đầm nước ngọt theo mùa. Loài này dài khoảng 8 cm.